# Лисиците
Лисиците (болг. Лисиците) — село в Болгарии. Находится в Кырджалийской области, входит в общину Кырджали. Население составляет 31 человек.

## Политическая ситуация
В местном кметстве Широко-Поле, в состав которого входит Лисиците, должность кмета (старосты) исполняет Себахтин Али Касим (Движение за права и свободы (ДПС)) по результатам выборов правления кметства.
Кмет (мэр) общины Кырджали — Хасан Азис (Движение за права и свободы (ДПС)) по результатам выборов в правление общины.